# Stella (emulador)
Stella é um emulador de videogame de código aberto do console Atari 2600, lançado originalmente em 1996, escrito na linguagem de programação C++, roda a maioria dos jogos do console e seus periféricos, além de ferramentas para desenvolvimento de jogos homebrew.
Os arquivos de Jogos são independentes do emulador, e disponibilizados na extensão (.bin) que representa a cópia exata da ROM do jogo no cartucho. O Stella na versão para sistemas Linux (Mint/Ubuntu) ainda é capaz de emular exatamente as condições de vídeo do chip TIA,incluindo efeitos de chiado,escaneamento de linhas,e outros efeitos para simular uma perfeita televisão da época. Ainda são disponíveis opções para sistema de cores ou P&B. Também emula resolução 640X480 e capacidade de rodar tela cheia.
O Stella para Linux ainda permite várias opções avançadas incluindo o famoso "Save Game" recurso que permite salvar uma determinada fase, para que se possa continuar futuramente.Para isso o usuário deve escolher o Slot (F10) e depois apertar (F9),para ler o jogo salvo, repetir a escolha do slot com (F10) e depois (F11) para ler. Este recurso está disponível apenas no Stella, e não existe no Atari 2600 original.

## Comandos
Os comandos via teclado mais comuns no Stella para Linux são:
[ESC] Sai do Jogo Atual e retorna ao Stella
[F1] - Alavanca Select 
[F2] - Inicia o Jogo (Reset do Game)
[F3] -Altera Vídeo para Colorido
[F4] -Altera Vídeo para Modo P&B
[F5] -Dificuldade A
[F6]- Dificuldade B
[F7] e [F8]- Dificuldade AB
[F9] - Salva o Jogo (savegame)
[F10]- Escolhe o Slot para Salvar ou Carregar
[F11] - Carrega o Jogo (loadgame do savegame)